# نیومن ۸۱۶۱
سیارک ۸۱۶۱ (به انگلیسی: 8161 Newman، نامگذاری:1990QP3) هشت هزار و صد و شصت و یکمین سیارک کشف شده‌است که در ۱۹ اوت ۱۹۹۰ کشف شد.
قدر مطلق سیارک برابر ۱۳٫۳۰ است.